# Hermann Schröder (Architekt, 1928)
Hermann Richard Schröder (* 5. August 1928 in Hamburg; † 21. März 2016 in Berg) war ein deutscher Architekt und Hochschullehrer.

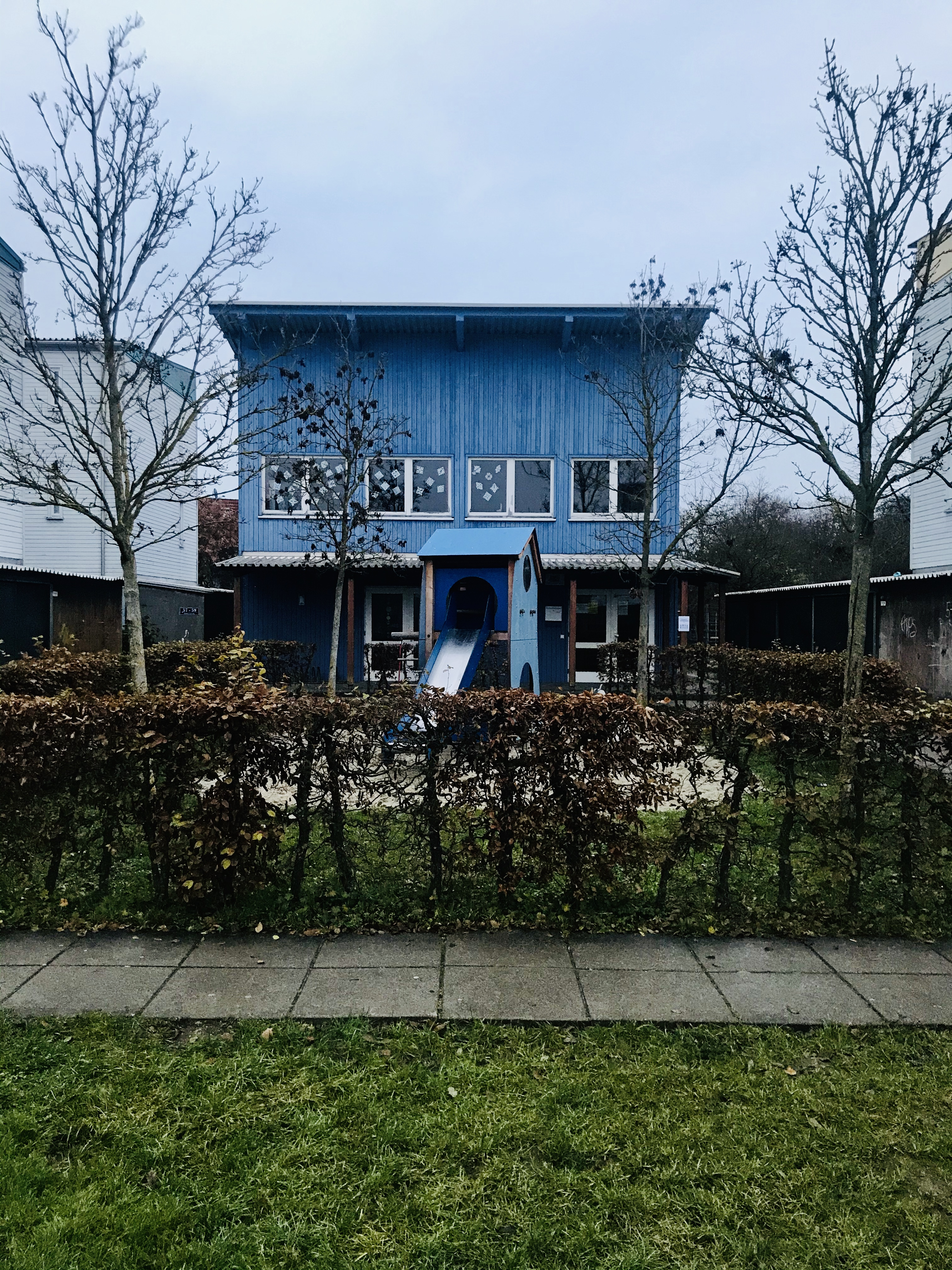
Kindergarten in der Siedlung Permoserstraße, Ingolstadt

## Werdegang
Der Sohn von Helene und Hermann Carl Schröder wuchs am Loogeplatz in Hamburg-Eppendorf auf. Im Zweiten Weltkrieg wurde er ab 1944 als Flakhelfer eingesetzt und ab 1945 im Reichsarbeitsdienst. Er entkam am Ende des Krieges der Gefangennahme und erreichte am 2. Mai 1945 sein Elternhaus. Nach dem Abitur 1948 machte er eine Lehre zum Maurer, die er 1950 mit der Gesellenprüfung abschloss. Im gleichen Jahr begann er ein Architekturstudium an der Technischen Hochschule Stuttgart, das er 1955 mit Auszeichnung abschloss.
Von 1955 bis 1957 arbeitete Schröder als wissenschaftlicher Assistent bei Hans Volkart an der Technischen Hochschule Stuttgart, danach war er bis 1961 in der Bauverwaltung des Landes Baden-Württemberg tätig. 1961 legte er das Zweite Staatsexamen ab und wurde zum Regierungsbaumeister (Assessor in der Bauverwaltung) ernannt. Von 1961 bis 1962 war er Gastdozent an der Kingston School of Art in Großbritannien. Zwischen 1962 und 1965 arbeitete er als wissenschaftlicher Assistent bei Günther Wilhelm an der Technischen Hochschule Stuttgart.
1965 gründete Hermann Schröder zusammen mit Peter Faller ein Architekturbüro. Von 1973 bis 1974 war er Gastdozent an der ETH Zürich. Gleichzeitig führte er in Planungsgemeinschaft mit Sampo Widmann Wohnungsbauprojekte in Bayern aus. Von 1975 bis 1996 war er Professor an der Technischen Universität München und von 1988 bis 1990 Dekan des Fachbereichs Architektur.
Schröder starb am 21. März 2016 nach kurzer Krankheit im Kreis seiner Familie.

## Bauwerke

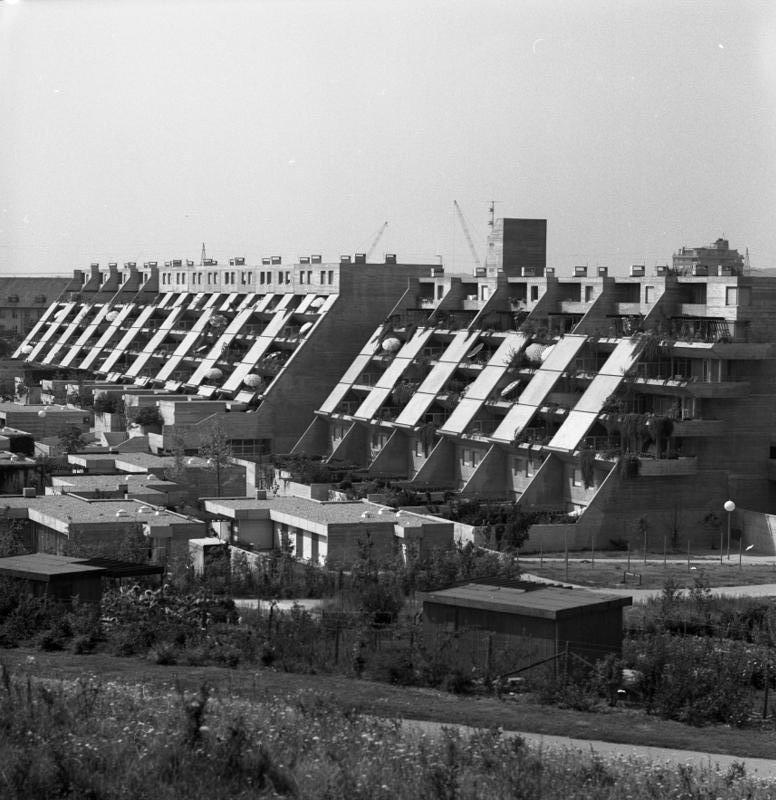
Terrassenhaus an der Tapachstraße in Stuttgart-Rot

- 1965–1968: „Wohnhügel“ in Marl (gemeinsam mit Roland Frey und Claus Schmidt)[2]
- 1969–1971: Terrassenhaus an der Tapachstraße in Stuttgart-Rot (gemeinsam mit Kit Allsopp und Peter Faller)[3]
- 1970–1972: Terrassenhäuser in Stuttgart-Neugereut (gemeinsam mit Peter Faller)[4]
- 1971–1974: Terrassenhaus „Schnitz“ in Stuttgart (gemneinsam mit Peter Faller)[5]
- 1987–1989: Genossenschaftssiedlung in Passau-Neustift (gemeinsam mit Sampo Widmann)[6]
- 1993–1994: Siedlung Permoserstraße in Ingolstadt, Permoserstraße 49, 51, 53, 55, 57, 59, 61, 63, 65, 67, 69, 71, 73, 75 (mit Sampo Widmann)[7]

## Auszeichnungen und Preise
- 1969: Hugo-Häring-Preis
- 1972: Hugo-Häring-Preis
- 1974: Hugo-Häring-Preis
- 1975: Architekturpreis Beton
- 1978: Hugo-Häring-Preis für das Mehrfamilienwohnhaus in Stuttgart-Neugereut
- 1989: BDA-Preis Bayern für Genossenschaftssiedlung in Passau-Neustift
- 1991: Architekturpreis Beton
- 1996: Deutscher Bauherrenpreis für die Siedlung Permoserstraße in Ingolstadt[8]

## Ehemalige Mitarbeiter und Schüler
- Ingrid Burgstaller
- Franz Dirtheuer

## Akademische Mitarbeiter
- 1977–1979: Roswitha Then Bergh[9]
- 1977–1979: Rudi Then Bergh

## Vorträge
- 2004: Kunstverein Ingolstadt[10]